# Kotatsu Kawakami
Kotatsu Kawakami (japanisch 川上 航立 Kawakami Kotatsu; * 7. September 2002 in der Präfektur Osaka) ist ein japanischer Fußballspieler.

## Karriere
Kotatsu Kawakami erlernte das Fußballspielen in der Schulmannschaft der Teikyo Nagaoka High School  sowie in der Universitätsmannschaft der Risshō-Universität. Seinen ersten Profivertrag unterschrieb er am 1. Februar 2025 bei Mito Hollyhock. Der Verein aus Mito spielt in der zweiten japanischen Liga, der J2 League. Sein Zweitligadebüt gab Kawakami am 15. Februar 2025 (1. Spieltag) im Auswärtsspiel gegen Júbilo Iwata. Bei der 3:2-Niederlage stand er in der Startelf und spielte die kompletten 90 Minuten.